# Parker (film)
A Parker 2013-ban bemutatott amerikai thriller Taylor Hackford rendezésében. A főszereplők Jason Statham és Jennifer Lopez.

## Cselekmény
Parker (Jason Statham) profi tolvaj. Legutóbbi akciója után nézeteltérésbe keveredik társaival, akik megpróbálják megölni, de Parker életben marad. Miután felépül, bosszút esküszik azok ellen, akik elárulták őt.
Palm Beach-en talál rá egykori társaira, akik ellen Parker bonyolult tervet eszel ki. Ehhez segítségül hív egy anyagi gondokkal küszködő ingatlanügynököt, Leslie-t (Jennifer Lopez), akivel együtt igyekeznek megszerezni a banda pénzét.

## Szereplők
| Szerep           | Színész             | Magyar hang[forrás?] |
| ---------------- | ------------------- | -------------------- |
| Parker           | Jason Statham       | Epres Attila         |
| Leslie Rodgers   | Jennifer Lopez      | Pápai Erika          |
| Melander         | Michael Chiklis     | Berzsenyi Zoltán     |
| Carlson          | Wendell Pierce      | Schneider Zoltán     |
| Ross             | Clifton Collins Jr. | Dolmány Attila       |
| Jake Fernandez   | Bobby Cannavale     | Csankó Zoltán        |
| Ascension        | Patti LuPone        | Tóth Judit           |
| Norte            | Carlos Carrasco     | Bolla Róbert         |
| August Hardwicke | Micah A. Hauptman   | Dolmány Attila       |
| Claire           | Emma Booth          | Mezei Kitty          |
| Hurley           | Nick Nolte          | Harsányi Gábor       |
| Kroll            | Daniel Bernhardt    | Széles Tamás         |
| önmaga           | Dax Riggs           | Reviczky Gábor       |